# Armada Soviética
La Armada Soviética (en ruso: Военно-морской флот СССР, romanizado: Voyenno-morskoy flot SSSR; literalmente Fuerzas militares navales de la URSS) era el brazo naval de las Fuerzas Armadas Soviéticas. A menudo referida como la Flota Roja, la Armada Soviética habría desempeñado un papel fundamental en una posible guerra del Pacto de Varsovia con la OTAN, cuando tendría que detener los convoyes navales que traían refuerzos por el Atlántico hacia el teatro de operaciones de Europa Occidental. Tal conflicto nunca ocurrió, pero la Armada Soviética aún veía acción considerable durante la Guerra Fría.
La Marina tendría que destruir los submarinos balísticos de Estados Unidos y los grupos de batalla de los portaaviones y de la OTAN y asistir a las fuerzas de tierra en ofensivas terrestres. El complejo militar ruso fue rápido en facilitar todo tipo de misiles a la Marina, y se volvió un emblema que la mayoría de los barcos de superficie rusos portaran misiles antibarco de gran tamaño. Los barcos que poseen un gran número de misiles antibuque de la Marina son los cruceros de la Clase Kírov y Clase Slava.
Adicionalmente durante la Guerra Fría, la Unión Soviética le dio muchas tareas diversas a su marina para complementar la tríada nuclear por medio de su flota de submarinos portadores de MBIC de clase Delta.
La Armada estaba dividida en varias flotas mayores: la Flota del Norte, la Flota del Pacífico, la Flota del Mar Negro y la Flota del Báltico. La Flotilla del Caspio era una formación semiindependiente administrativamente bajo el mando de la Flota del Mar Negro, mientras que el Escuadrón Soviético del Índico retiró sus unidades y estaba bajo la jurisdicción de la Flota del Pacífico. Otros componentes incluían la Aviación Naval, Infantería Naval (fuerzas de infantería de marina) y Artillería Costera. Fue reformada dentro de la Armada Rusa tras la disolución de la Unión Soviética en 1991.

## Historia
Véase el artículo separado sobre la Armada Imperial Rusa para mayor información antes de 1917.

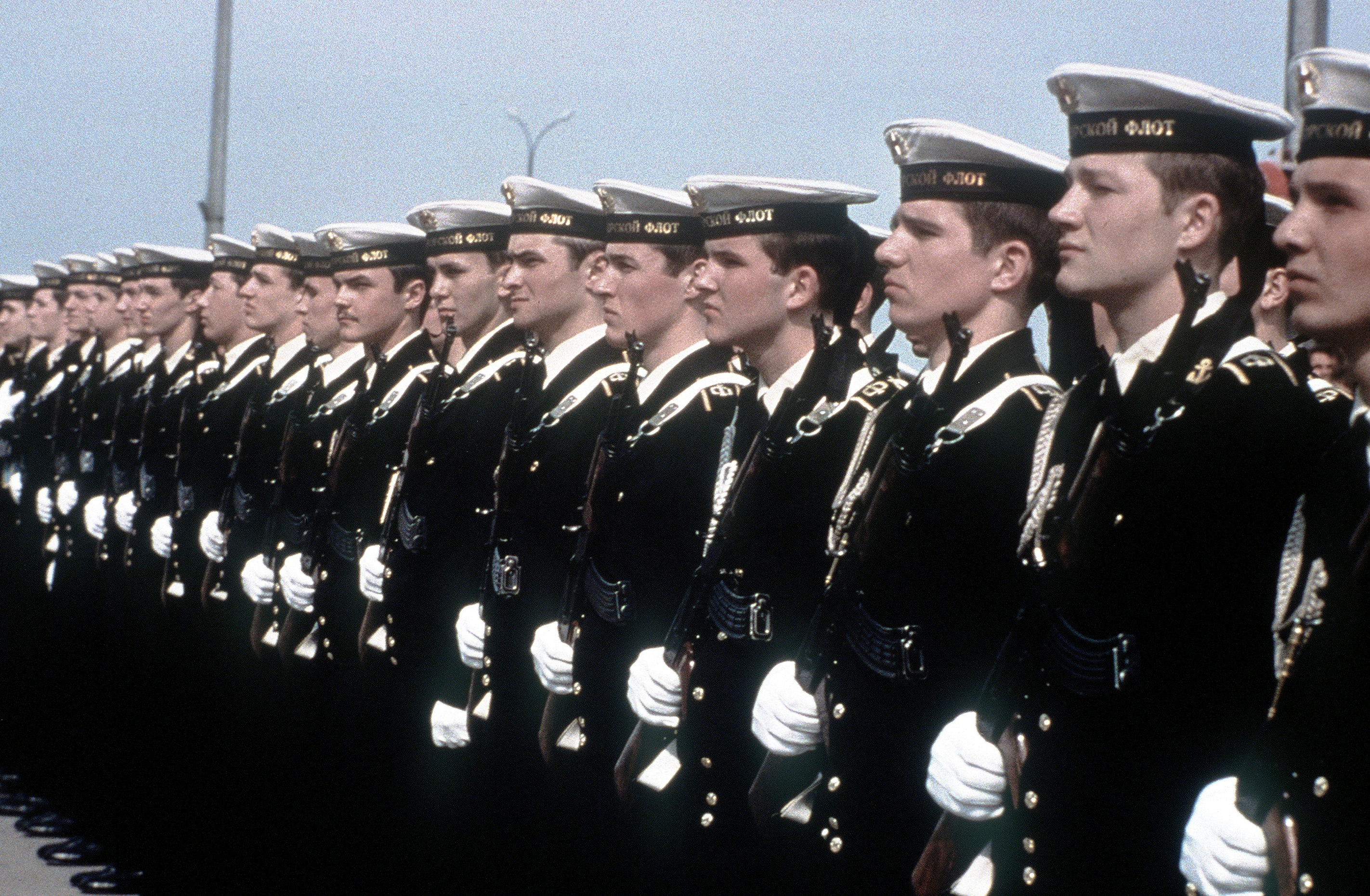
Personal de la Armada Soviética en 1982.

Los rusos no han tenido una fuerte tradición marítima, al menos en el mismo sentido que la disfrutaron otras potencias europeas, como los españoles, británicos y franceses. Debido en gran medida a su geografía, Rusia sencillamente no tenía la misma cantidad de acceso a los grandes mares, y a lo que sí tenía acceso era a menudo detenido por el hielo de la temporada invernal. Además, el vasto tamaño y la posición central de Rusia en Eurasia permitieron las rutas comerciales por vía terrestre a muchos vecinos, aunque negando la necesidad de una Armada para proteger el comercio marítimo.
El segundo día después de la Revolución de Octubre, el 26 de octubre de 1917, por sugerencia de V. I. Lenin, se creó el Comité Revolucionario Naval (VMRK), encabezado por Iván Vajraméiev. Esta fue la primera estructura para gestionar la marina de guerra. Tras la creación de la sección naval del VTsIK, fue disuelta el 26 de noviembre de 1917.
Tras el inicio de la intervención militar de la Entente el 4 de junio de 1919, dos destructores de la Armada Soviética (Azard y Gavriil) hundieron al submarino inglés L55 en la bahía de Koporie.
El 31 de agosto de 1919, la flota de submarinos soviéticos obtuvo su primera victoria. En el Mar Báltico, el submarino soviético Panther hundió al destructor inglés Vittoria con un desplazamiento de 1365 toneladas.

## Días festivos y días conmemorativos
- Día de la Armada de la URSS (День Военно-Морского Флота СССР) - esta festividad se celebra desde el 22 de julio de 1939 (el primer domingo después del 22 de julio)[4]